# Machová
Machová är en ort i Tjeckien.   Den ligger i regionen Zlín, i den östra delen av landet, 240 km öster om huvudstaden Prag. Machová ligger 240 meter över havet och antalet invånare är 525.
Terrängen runt Machová är platt norrut, men söderut är den kuperad. Runt Machová är det tätbefolkat, med 411 invånare per kvadratkilometer. Närmaste större samhälle är Zlín, 9,6 km öster om Machová. Trakten runt Machová består till största delen av jordbruksmark.